# 마이크 리들
마이크 리들(영어: Mike Riddle, 1986년 6월 17일~)은 캐나다의 프리스타일 스키 선수로 주 종목은 하프파이프이다. 2014년 동계 올림픽에서 남자 하프파이프 은메달을 획득했으며 세계 선수권 대회에서 금메달 1개, 은메달 1개를 획득했다.